# Terikiai Village
Terikiai Village är en ort i Kiribati.   Den ligger i örådet Tabiteuea och ögruppen Gilbertöarna, i den sydöstra delen av landet, 300 km sydost om huvudstaden Tarawa. Terikiai Village ligger 10 meter över havet och antalet invånare är 255. Den ligger på ön Eanikai.
Terrängen runt Terikiai Village är mycket platt.  Närmaste större samhälle är Eita Village, 1,8 km sydost om Terikiai Village. 